# 둥비우
둥비우(중국어: 董必武, 병음: Dǒng Bìwǔ, 한자음: 동필무, 1886년 3월 5일 ~ 1975년 4월 2일)는 중화인민공화국의 혁명가이자 정치인이다. 중국 공산당의 창립 멤버 중 일원이다.

## 생애
그는 1968년 류사오치의 실각 이후, 중화인민공화국의 국가부원수(1959년 ~ 1972년)로, 국가원수 권한대행(1972년 ~ 1975년)으로서 중화인민공화국 국가원수의 권한 및 직무를 대리 수행했다.
후베이성 황강에서 태어났다. 1911년 중국 동맹회에 가입하여 신해혁명에 참가하였다. 그 후 2번에 걸쳐 일본에 유학하였다. 1921년에 우한지구 대표로 제1차 공산당 대회에 참가하였다. 1949년 중화인민공화국의 성립 이후에는 국무원 부총리, 최고인민법원 원장, 국가부원수, 국가원수 권한대행, 중국공산당 중앙정치국 상무위원 등을 역임했다.
제1차 당대회의 참석한 인물 중에서, 전후 중화인민공화국의 간부로 생애를 마친 인물은 마오쩌둥과 둥비우 2명뿐이다.

## 학력
- 1932년 소련 모스크바 중산 대학 대학원 법학과 법학석사